# Al Hudaiba
 Al Hudaiba  è un quartiere di Dubai, si trova nel settore occidentale di Dubai nella zona di Bur Dubai.